# 阿那克里翁

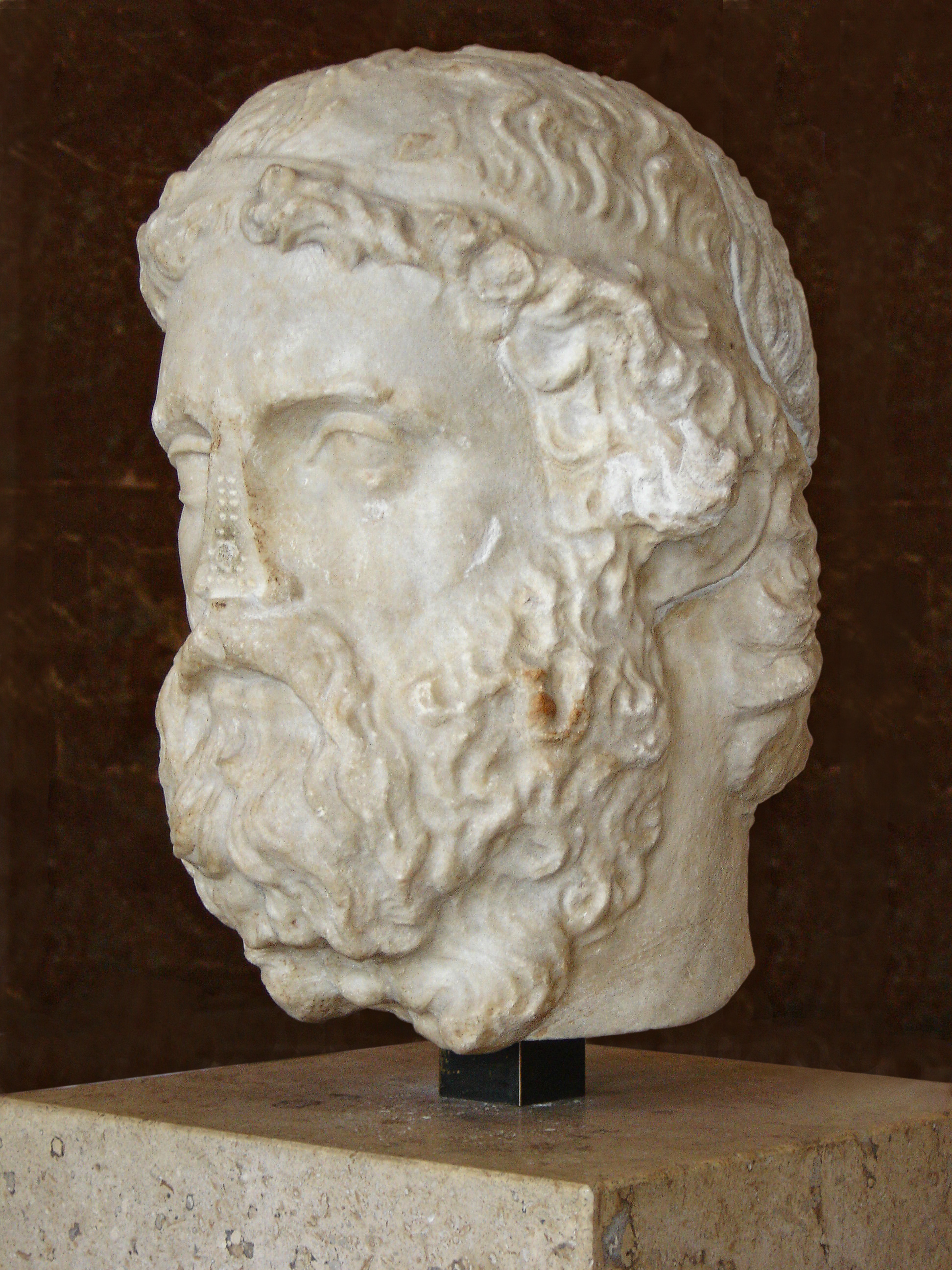
阿那克里翁的大理石肖像，雕成於二世紀或三世紀之羅馬帝國境內，現藏於羅浮宮。

阿那克里翁（希臘語：Ανακρέων ο Τήιος；英語：Anacreon，約前575年—前485年），或譯亞奈科雷昂等，是出身愛奧尼亞忒歐斯的古希臘抒情詩人。他的作品以愛奧尼亞語寫成。他流傳至今的作品被認為是由薩莫色雷斯的阿里斯塔庫斯所整理。
西元前546年，忒歐斯被波斯人控制後，他移居到於色雷斯海岸新建立的城市阿布德拉。他的寫作生涯主要在幾位僭主的宮廷中度過，這些君主是當時藝術和文學的重要贊助人。阿那克瑞翁的第一個贊助人是薩摩斯島的波利克拉特斯。波利克拉特斯被波斯人謀殺後，阿那克里翁移居雅典，並在喜帕恰斯的贊助下寫作。在公元前514年喜帕恰斯被暗殺後，他在雅典仍受歡迎。
阿那克里翁詩作的風格被希臘化和拜占庭羅馬作家廣泛模仿。 在16世紀後，他的詩作在歐洲多地被翻譯出版，對當時歐洲文學產生影響。

## 參看
- 西莫尼德斯